# Almost Human
Almost Human är en amerikansk TV-serie, som började sändas hösten  2013 i USA på tv-kanalen Fox. Serien är skapad av  J. H. Wyman, och medverkande skådespelare är Karl Urban, Lili Taylor och Mackenzie Crook.

## Handling
Serien utspelar sig i en framtid där mänskliga LAPD-poliser paras ihop med avancerade, människolika robotar, så kallade androider.

## Avsnitt: # 1.1 - Pilot
År 2048, har en aldrig tidigare skådad ökning av brottslighet gjort att vara polis är betydligt farligare än det är i dag, vilket kräver att varje polis har en android partner.  John Kennex, är en detektiv och enda överlevande efter ett förödande bakhåll.  Han och hans robotpartner, Dorian, måste lösa fall och kämpa för att hålla koll på farliga brottslingar i det här futuristiska samhället.

## Avsnitt: # 1.2 - Skin
Detektiven John Kennex och Dorian skickas för att undersöka ett mord på en hög-profil som leder dem in i den mycket lönsamma värld av IRC - Intima - Androida - sällskapsdamer - mer kända som sexbots. Samtidigt ser Kennex ut att förlika sig med en del av sitt oroliga förflutna.

## Rollista (i urval)
- Karl Urban som John Kennex
- Lili Taylor som Captain Maldonado
- Mackenzie Crook som Rudy Lom
- Michael Ealy som Dorian
- Michael Irby som Richard Paul
- Minka Kelly som Valerie Stahl